# La Maison aux mille détours
La Maison aux mille détours (titre original : House of Many Ways) est un roman de fantasy pour jeunes adultes écrit par Diana Wynne Jones, publié aux États-Unis en 2008 puis en 2021 en France aux éditions Ynnis. Il s'agit du dernier volume de la trilogie intitulée La Trilogie de Hurle publié par Ynnis Éditions.
L'histoire permet donc de clore la trilogie et se déroule à Norlanville en Haute-Norlandie.

## Résumé
Charmaine Boulanger mène, depuis toute petite, une vie protégée, respectable et relaxante. Elle passe toutes ses journées le nez plongé dans un livre et n'a pas appris à faire les tâches ménagères quotidiennes. Lorsqu'elle se retrouve à devoir s'occuper de la maison de son grand-oncle Guillaume, elle est au début réticente mais elle finit par accepter la mission. Mais s'occuper de la maison d'un magicien pendant son absence est compliqué, d'autant plus que Charmaine ne connait rien à la magie et que la maison possède mille détours. Pierre, un jeune sorcier apprenti du sorcier Guillaume, arrive un peu plus tard dans la maison. Les deux se disputent beaucoup en ce qui concerne les tâches ménagères. Charmaine, après une lettre envoyée au roi, est embauchée pour s'occuper de la bibliothèque royale à la place de la princesse. Elle y rencontre Sophie, Hurle, Calcifer et la princesse Hilda. Entrainée par ceux-ci, elle se lance dans la recherche du trésor perdu de la famille royale, le "Don Elfe".     